# João Batista Casemiro Marques
João Batista Casemiro Marques, meglio noto come João Batista (Cataguases, 4 marzo 1975), è un ex calciatore brasiliano, di ruolo centrocampista.

## Carriera
Ha collezionato 143 presenze nella massima serie turca con varie squadre.

## Palmarès

### Club

#### Competizioni nazionali
- Campionato turco: 1

Galatasaray: 2001-2002